# 库埃农河畔梅济耶尔
庫埃農河畔梅济耶尔（法語：Mézières-sur-Couesnon，法語發音：[mezjɛʁ syʁ kwenɔ̃]）是法国伊勒-维莱讷省的一个市镇，位于该省中北部，属于富热尔-维特雷区。

## 地理
库埃农河畔梅济耶尔（48°17'44"N, 1°25'58"W）面积24.74 平方千米，位于法国布列塔尼大區伊勒-维莱讷省，该省份为法国西北部沿海省份，位于布列塔尼半岛东部，北濒大西洋，西接阿摩尔滨海省和莫尔比昂省，南至大西洋卢瓦尔省，西南端接曼恩-卢瓦尔省，东临马耶讷省，东北与芒什省接壤。
与库埃农河畔梅济耶尔接壤的市镇（或旧市镇、城区）包括：加阿尔、圣欧班迪科尔米耶、圣旺德萨勒、库埃农河畔维约维、里沃迪库埃农。
库埃农河畔梅济耶尔的时区为UTC+01:00、UTC+02:00（夏令时）。

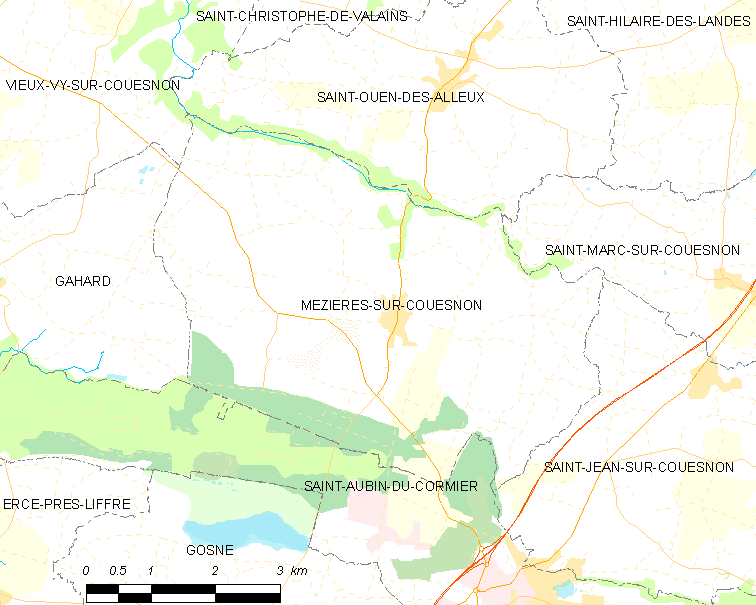
库埃农河畔梅济耶尔的OSM定位图

## 行政
库埃农河畔梅济耶尔的邮政编码为35140，INSEE市镇编码为35178。

## 政治
库埃农河畔梅济耶尔所属的省级选区为富热尔第一县。

## 人口

1962-2008年间库埃农河畔梅济耶尔人口变化图示

库埃农河畔梅济耶尔于2022年1月1日时的人口数量为1735人。